# Hartmann (nome)
Hartmann  è un nome proprio di persona tedesco maschile.

## Varianti
- Maschili: Erdmann[1]

## Origine e diffusione
Continua il nome germanico Hardman che, composto da hard ("coraggioso", da cui anche Bernardo, Adalardo, Mainardo e altri) e man ("uomo", presente anche in Ermanno e Manno), significa "uomo coraggioso". È quindi affine, per semantica, ai nomi Ari, Baldo ed Erol.
È attestato anche come cognome, diffuso a partire dal XIV secolo.

## Onomastico
L'onomastico si può festeggiare il 23 dicembre in memoria del beato Hartmann (in italiano "Artmanno"), vescovo di Bressanone e benefattore.

## Persone

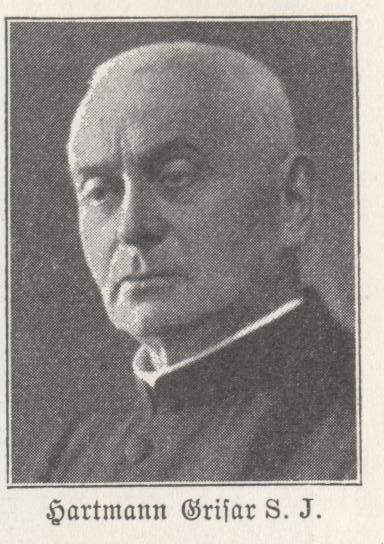
Hartmann Grisar

- Hartmann d'Asburgo, membro della famiglia Asburgo
- Hartmann Beyer, teologo tedesco
- Hartmann Grisar, religioso e storico tedesco
- Hartmann Schedel, fisico, storico e umanista tedesco
- Hartmann von Aue, poeta tedesco
- Hartmann von Heldrungen, Gran Maestro dell'Ordine Teutonico
- Johann Hartmann von Rosenbach, vescovo cattolico tedesco

### Variante Erdmann
- Erdmann Neumeister, teologo tedesco